# Georg Schulhoff

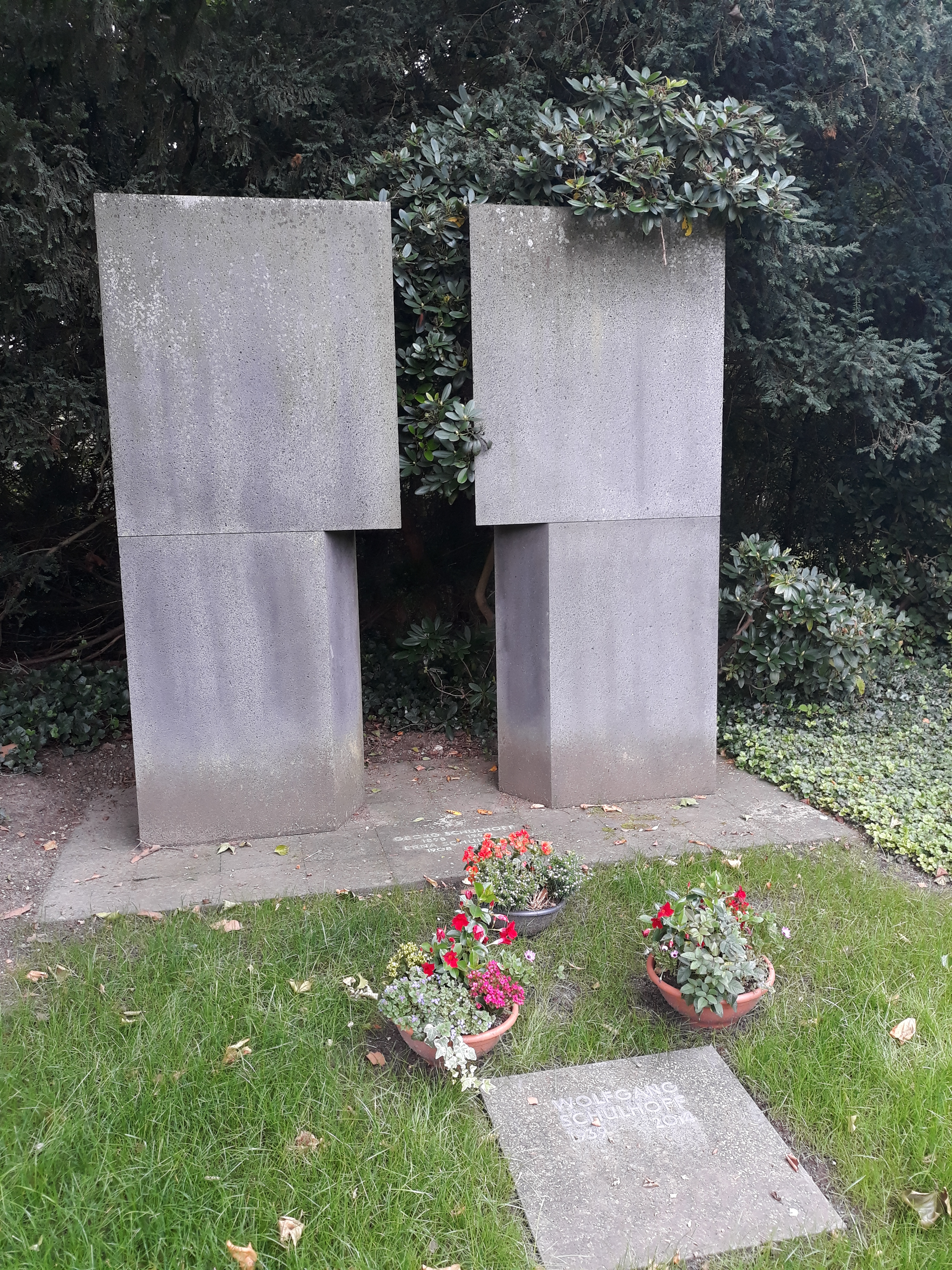
Das Grab von Georg Schulhoff und seiner Ehefrau Erna geborene Neuenhüskes auf dem Südfriedhof (Düsseldorf)

Georg Schulhoff (* 1. Dezember 1898 in Budapest; † 5. Juni 1990 in Düsseldorf), langjähriger Präsident der Handwerkskammer Düsseldorf, war von 1949 bis 1978  Vizepräsident des Zentralverbandes des Deutschen Handwerks (ZDH) und deutscher Politiker (CDU).

## Leben

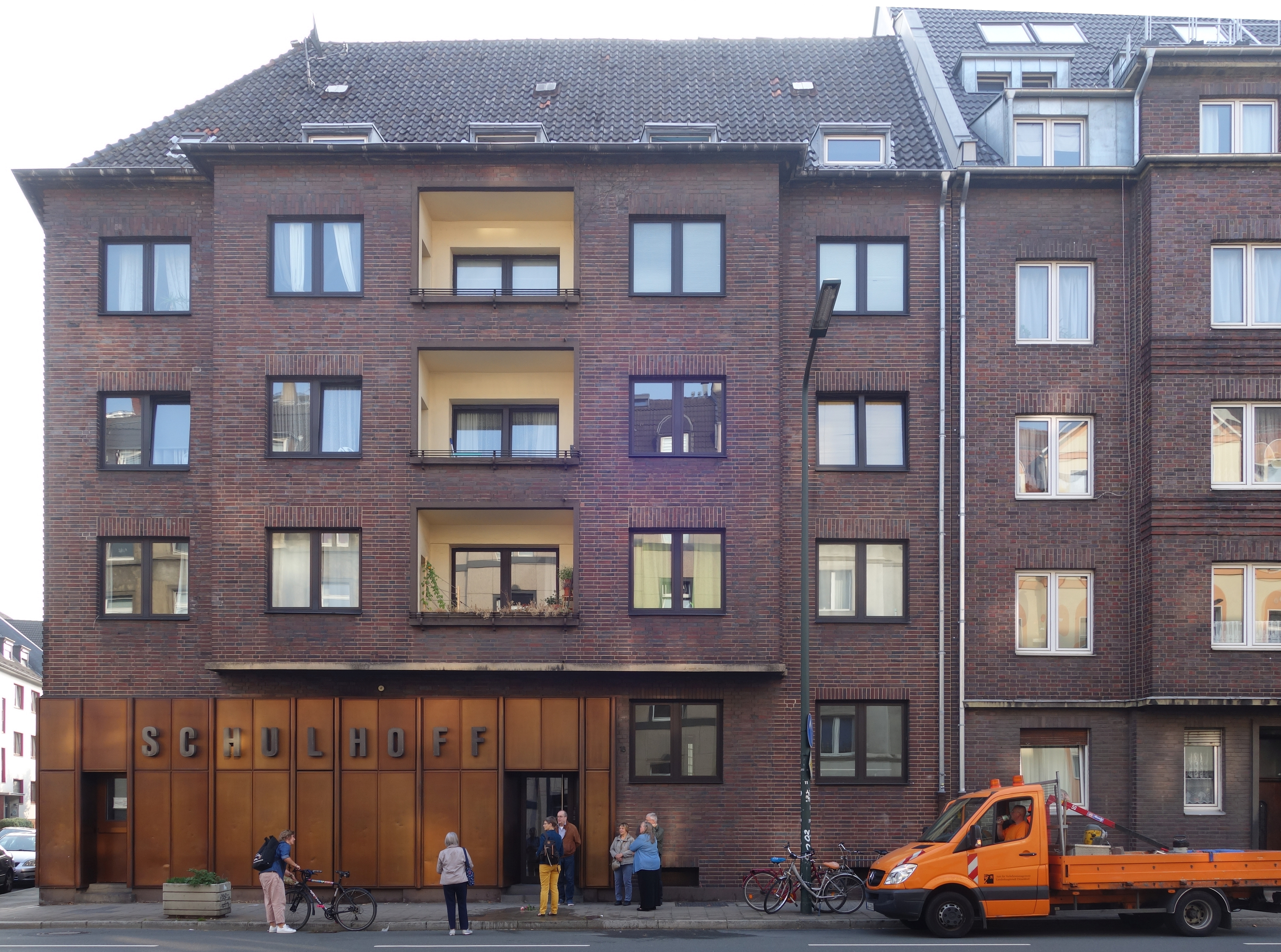
Stolperstein-Verlegung für Blanka und Wilma Fürst, Erasmusstraße 18 (2018)

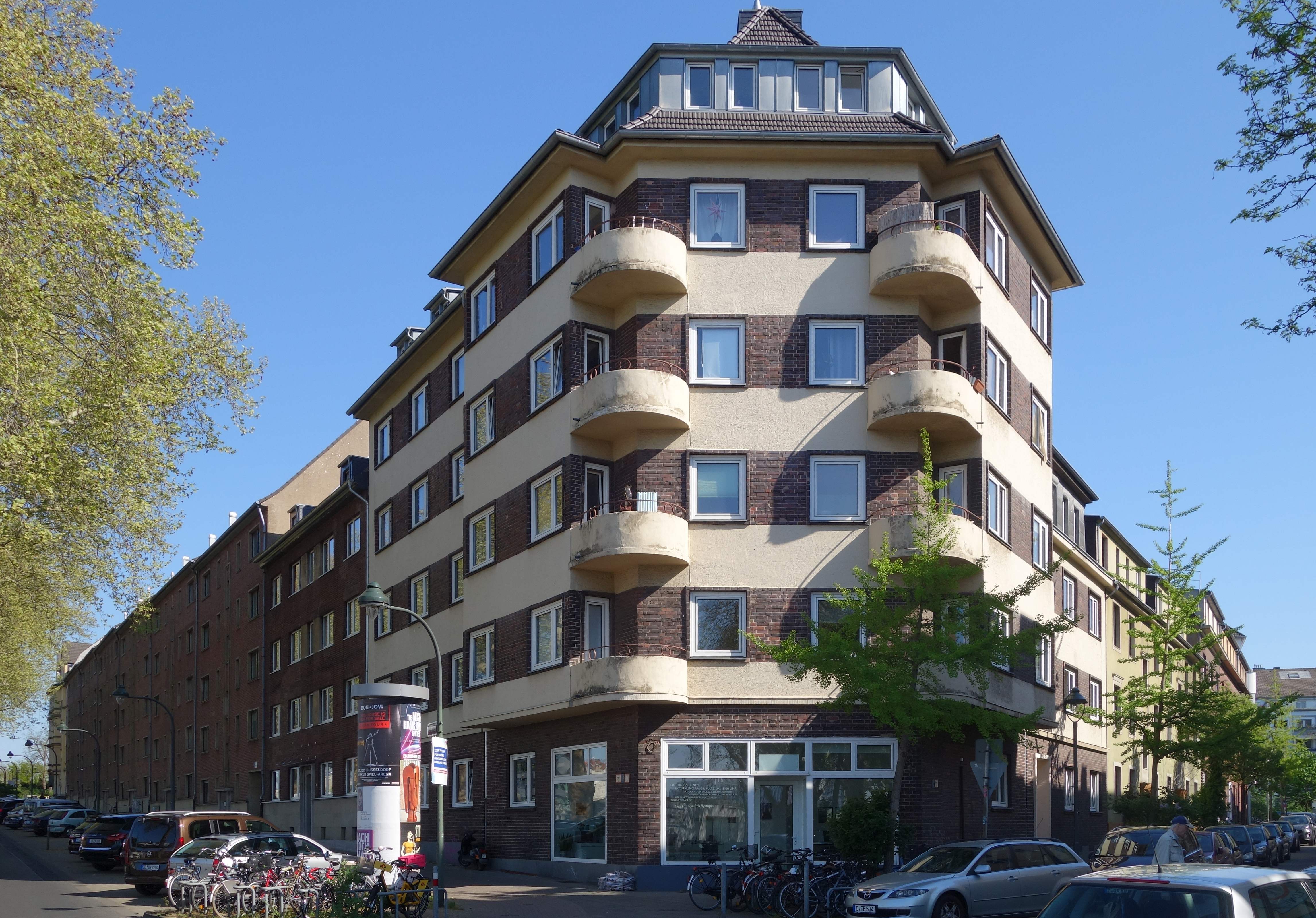
Großes Eckhaus Düsselkämpchen 2, Bj. 1931, Düsseldorf-Düsseltal (2019)

Er war Inhaber eines Handwerksbetriebes (Heizung, Lüftung und Sanitärinstallation), den er nach einem Ingenieurstudium im Jahr 1926 in Düsseldorf gründete. Schulhoff war 38 Jahre lang Präsident der Handwerkskammer Düsseldorf (1948 bis 1985) und als Vorsitzender des Rheinisch-Westfälischen Handwerkerbundes Sprecher des Handwerks in Nordrhein-Westfalen.
Schulhoff gilt als einer der Mitbegründer einer bundesweiten, sowohl von den Handwerkskammern wie den Fachverbänden getragenen gemeinsamen politischen Interessenvertretung des Handwerks im Zentralverband des Deutschen Handwerks (ZDH), dessen Vizepräsident er von 1949 bis 1978 war.
Als Halbjude und Verfolgter des Naziregimes hatte Schulhoff in den 1930er Jahren seinen Betrieb schließen müssen. Die letzten Kriegsjahre verbrachte er untergetaucht.
1943 wurden aus Schulhoffs Haus in der Erasmusstraße 18 die kaufmännische Angestellte Blanka Fürst mit ihrer Schwester Wilma, welche auf der 2. Etage wohnten, nach Theresienstadt deportiert und von da nach Auschwitz. Schon vorher waren der Textilvertreter Ludwig Geisler (66 Jahre alt) mit seiner Gattin Margarethe, geborene Meltzer (60 Jahre alt), auch wohnhaft auf der 2. Etage, am 10. November 1941 nach Minsk deportiert worden. Auch besaß Schulhoff das sogenannte „Judenhaus“ Düsselkämpchen 2. Hier konnte Oskar Manes, bis 1933 Vorsitzender des Einzelhandelsverbandes und Vorstand der IHK Düsseldorf, in 1940 für kurze Zeit unterkommen, bevor er 1941 aus der Adersstraße deportiert worden war. Am 10. November 1941 wurden fünfzehn Menschen aus dem Haus Düsselkämpchen 2 nach Minsk deportiert.
Nach Kriegsende war er am Aufbau unabhängiger Selbstverwaltungseinrichtungen des Handwerks ebenso beteiligt wie am Aufbau der CDU im Rheinland. Der erste Düsseldorfer Nachkriegs-Stadtrat wurde 1945 in seiner Wohnung gegründet. Danach blieb er bis 1962 Mitglied des Rates der Stadt Düsseldorf, war von 1950 bis 1962 Abgeordneter im nordrhein-westfälischen Landtag und von 1961 bis 1972 Mitglied des Deutschen Bundestages. Er wurde 1961 im Wahlkreis Düsseldorf II sowie 1965 im Wahlkreis Düsseldorf III direkt gewählt und zog 1969 über die Landesliste in den Bundestag ein.

## Familie
Sein Sohn Wolfgang Schulhoff führte den Installationsbetrieb in Düsseldorf fort und war 1969 bis 1983 als Mitglied im Rat der Stadt Düsseldorf und von 1983 bis 2002 als Mitglied des Deutschen Bundestages und seit 2003 bis zu seinem Tod im Amt des Präsidenten der Handwerkskammer Düsseldorf Nachfolger seines Vaters.

## Ehrungen

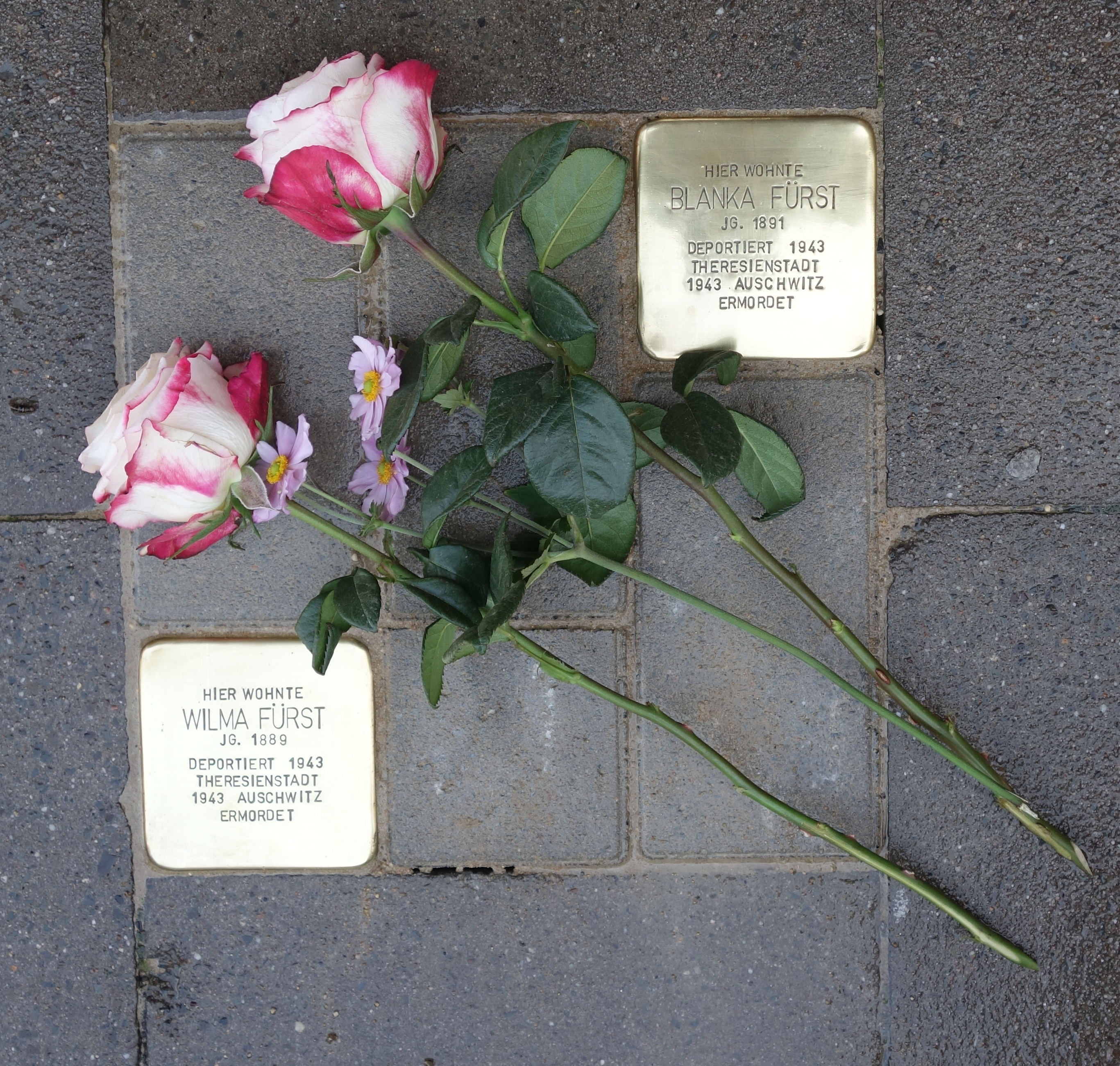
Stolpersteine für Blanka und Wilma Fürst

Wegen seiner Verdienste um die Stadt Düsseldorf und seiner vielfach unkonventionellen, um Ausgleich bemühten Umgangsformen, auch mit politischen Gegnern, war Schulhoff Ehrenbürger der Stadt Düsseldorf. Am 18. September 1986 wurde er mit dem Verdienstorden des Landes Nordrhein-Westfalen ausgezeichnet. Am 1. Dezember 1987 wurde ihm die Ehrennadel des Westdeutschen Handwerkskammertags verliehen. Ein Platz in Düsseldorf-Bilk, an dem die Handwerkskammer Düsseldorf ihren Sitz hat, wurde nach ihm benannt (Georg-Schulhoff-Platz). Auch die Georg-Schulhoff-Realschule in Düsseldorf-Vennhausen trägt seinen Namen.